# Горян
Горян (на гръцки: Γεωργιανή, Георгяни, до 1926 година Γκόργιανη, Горяни) е село в Егейска Македония, Гърция, дем Кушница, област Източна Македония и Тракия.

## География
Селото е разположено на 260 m надморска височина в североизточните склонове на планината Кушница (Пангео). Отдалечено е от Правища (Елевтеруполи) на 10 километра в северозападна посока и на 1 километър северно от Никищан (Никисяни).

## История

### В Османската империя
В края на XIX век Горян е село в Правищка каза на Османската империя. В 1889 година Стефан Веркович („Топографическо-этнографическій очеркъ Македоніи“) пише за Горян:
| „ | Горени, смесено село; 1 църква, 1 училище и 1 джамия; християните са гърци, мохамеданите турци юруци. От града е на 2 часа разстояние. | “ |

Към 1900 година според статистиката на Васил Кънчов („Македония. Етнография и статистика“) в Гориянъ (Горени) живеят 400 турци.

### В Гърция
В 1913 година селото попада в Гърция след Междусъюзническата война. През 20-те години турското му население се изселва по споразумението за обмен на население между Гърция и Турция след Лозанския мир и на негово място са заселени гърци бежанци, които в 1928 година са 205 семейства с 884 души, като селото е смесено местно-бежанско. В 1926 година селото е прекръстено на Георгяни. Българска статистика от 1941 година показва 1482 жители.
Населението произвежда главно тютюн и пшеница, като се занимава частично и с краварство.
| Име        | Име           | Ново име | Ново име | Описание                                  |
| ---------- | ------------- | -------- | -------- | ----------------------------------------- |
| Кара Орман | Καρὰ Ὀρμὰν    | Камбос   | Κάμπος   | местност С от Горян                       |
| Дубликия   | Ντουμπλίκια   | Диплома  | Δίπλωμα  | възвишение в Кушница (371 m), СИ от Горян |
| Геч Юлу    | Γκετὸ Γιουλοῦ | Корфи    | Κορφή    | местност СИ от Горян                      |

| Година    | 1913 | 1920 | 1928 | 1940 | 1951 | 1961 | 1971 | 1981 | 1991 | 2001 | 2011 | 2021 |
| --------- | ---- | ---- | ---- | ---- | ---- | ---- | ---- | ---- | ---- | ---- | ---- | ---- |
| Население | 802  | 504  | 976  | 1500 | 1608 | 1469 | 930  | 1016 | 1025 | 706  | 611  | 637  |